# زورق قطر

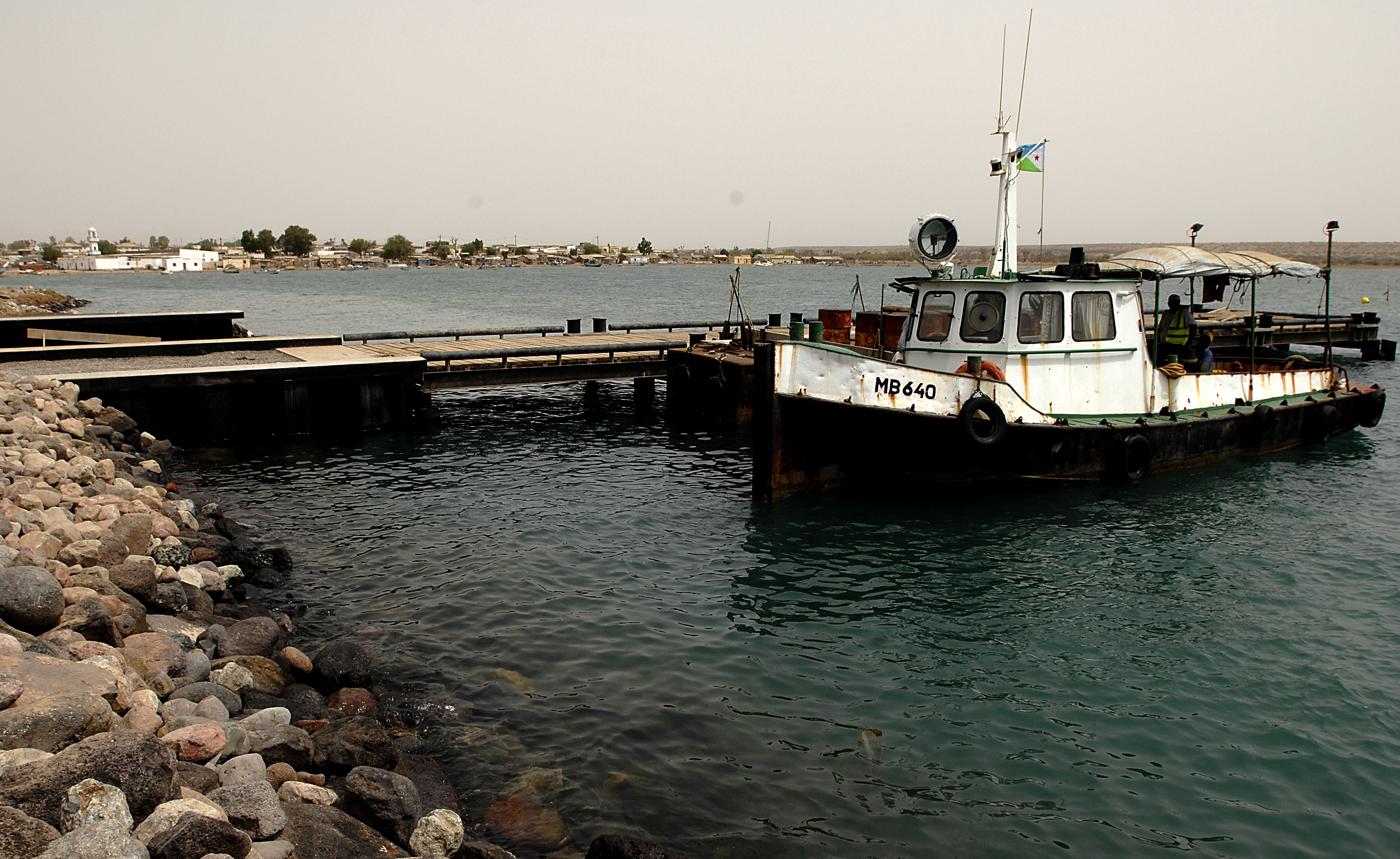
زورق سحب بمدينة أوبوك بجيبوتي

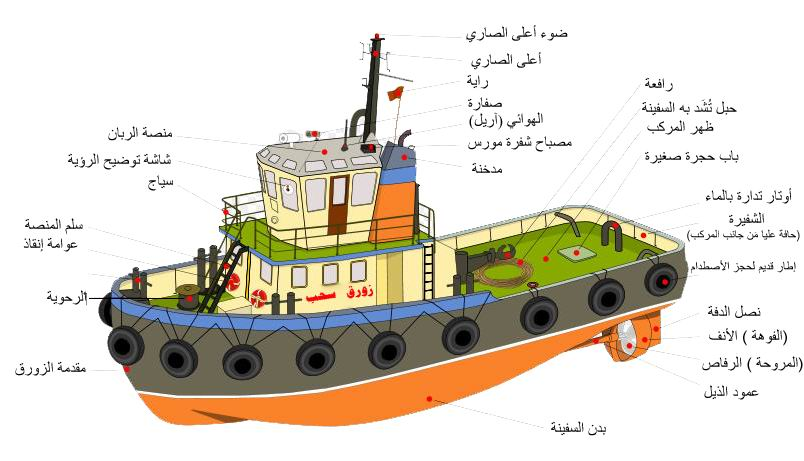
شرح تفصيلي لعناصر زورق السحب

زورق القطر أو السحب أو القاطرة البحرية هو زورق يستخدم لأعمال سحب المركبات الأخرى من الموانيء، في البحار المفتوحة أو حتى من خلال الأنهار والقنوات المائية . كما تستخدم أيضاً لجر الزوارق البخارية، مركبات البضائع أو السفن المعطلة.
زورق السحب عادة ما يكون قوي بسبب حجمه، زوارق السحب القديمة كانت تعمل بمحركات بخارية ، أما حاليا فتعمل بمحركات ديزل ، ينتج محرك زورق السحب من 750 إلى 3000 حصان (500 إلى 200 كيلو وات ) ، ولكن الزوارق الأكبر حجماً (تستخدم في المياه العميقة) يمكن أن يصل معدلها إلى 25000 حصان (20000 كيلو وات) ، وعادة ما يتكون شديدة القوة، المحركات عادة ما تكون هي نفسها المستخدمة في مقطورات السكة الحديد، ولكن حركة المروحة الميكانيكية تعتمد على مخرجات القارب نفسه عن طريق تحويلها لطاقة كهربية بالموتور . تتميز قوارب السحب بزوج من كل قطعة حرجة به للإحطيات .
زوارق السحب تتميز بقدرة عالية على المناورة، كما أن أنظمة دفع متنوعة تم تطويرها لزيادة القدرة عل المناورة وزيادة الأمان . زوارق السحب القديمة كانت مزودة بعجلات مجدافية ولكن هذه الواحدة أستبدلت بمروحة دفع، كما أضيفت الأنف (أنظر الصورة) لزيادة قوة الدفع لكل حصان\واط .